# Shape of Things to Come (album, George Benson)
Shape of Things to Come je peti studijski album ameriškega džezovskega kitarista Georgea Bensona, ki ga je aranžiral Don Sebesky. To je bil Bensonov prvi album, ki je izšel pri založbi A&M Records in njegov prvi album, ki ga je produciral Creed Taylor, ki je z Bensonom sodeloval vse do leta 1976.

## Sprejem
Recenzor portala AllMusic, Thom Jurek, je zapisal, da je ta album, Bensonova prva izdaja pri založbi A&M Records označeval prihod resničnega zvezdnika na jazzovski sceni. Creed Taylor je namreč z Bensonom sklenil pogodbo takoj po smrti džezovskega kitarista Wesa Montgomeryja leta 1968. Taylor je zatem Bensona seznanil z aranžerjem Donom Sebeskym, ki je pred tem sodeloval z Montgomeryjem, in inženirjem Rudyjem van Gelderjem. Na albumu sta se pojavila tudi Herbie Hancock in Ron Carter, ki sta bila člana kvinteta Milesa Davisa, poleg njiju pa še basist Richard Davis, pianist Hank Jones in številni drugi.
Album vsebuje širok nabor skladb, od radikalne revizije skladbe »Chattanooga Choo Choo« do skladbe Teddyja Whita in Arethe Franklin, »Don't Let Me Lose This Dream«, edine skladbe, ki jo lahko jemljemo kot faksimile v spomin Montgomeryju. Seberskyjevi trobilni aranžmaji so naredili zvok progresiven in tesen. Na albumu je včasih zelo slišen organist Covington, ki vseeno pušča precej prostora Bensonovim solom. Benson je k albumu prispeval jazz blues skladbo »Shape of Things That Are and Were«, kot bi želel dejati »Jaz nisem Wes; to je bilo včeraj.«

## Seznam skladb
| Št.             | Naslov                              | Pisec                      | Dolžina |
| --------------- | ----------------------------------- | -------------------------- | ------- |
| 1.              | „Footin' It‟                        | George Benson, Don Sebesky | 4:23    |
| 2.              | „Face It Boy, It's Over‟            | Andy Badale, Frank Stanton | 4:05    |
| 3.              | „Shape of Things to Come‟           | Barry Mann, Cynthia Weil   | 5:15    |
| 4.              | „Chattanooga Choo Choo‟             | Mack Gordon, Harry Warren  | 3:34    |
| 5.              | „Don't Let Me Lose This Dream‟      | Aretha Franklin, Ted White | 4:42    |
| 6.              | „Shape of Things That Are and Were‟ | Benson                     | 5:48    |
| 7.              | „Last Train to Clarksville‟         | Tommy Boyce, Bobby Hart    | 5:32    |
| Skupna dolžina: | Skupna dolžina:                     | Skupna dolžina:            | 33:20   |

## Osebje
- George Benson – kitara, vokali
- Ron Carter – bas
- Richard Davis – bas
- Herbie Hancock – klavir
- Hank Jones – klavir
- Idris Muhammad (kot Leo Morris) – bobni
- Dave Mankovitz – viola
- George Marge – flavta, čelo
- Romeo Penque – flavta, čelo
- Alan Raph – trombon, zvočni efekti, tuba
- George Ricci – čelo
- Stanley Webb – flavta
- Joe Shepley – trobenta, krilovka
- Wayne Andre – trombon, bariton saksofon
- Burt Collins – trobenta
- Charles Covington – orgle
- Don Sebesky – aranžer, dirigent
- Bernard Eichen – violina
- Jack Jennings – tolkala, vibrafon
- Charles Libove – violina
- Buddy Lucas – orglice, tenor saksofon
- Johnny Pacheco – tolkala, konge
- Marvin Stamm – trobenta, krilovka, pikolo trobenta